# Kamrater, motståndaren är välorganiserad
Kamrater, motståndaren är välorganiserad är en svensk svartvit dokumentärfilm från 1970 i regi av Lena Ewert och Lasse Westman. Filmen skildrar LKAB-konflikten.